# Kirkegrenda
Kirkegrenda är en tätort och kyrkby i Moss kommun i Østfold fylke i sydöstra Norge. Orten ligger cirka sex kilometer nordväst om tätorten Halmstad. I Kirkegrenda ligger Rygge kyrka. Utbyggnad av samhället skedde huvudsakligen på 1960-talet för anställda vid Moss flygplats, som då var en ren militärflygplats.
Tidigare har orten tillhört dåvarande Rygge kommun.